# Lažany (ort i Tjeckien, Södra Mähren)
Lažany är en ort i Tjeckien.   Den ligger i regionen Södra Mähren, i den östra delen av landet, 170 km sydost om huvudstaden Prag. Lažany ligger 326 meter över havet och antalet invånare är 361.
Terrängen runt Lažany är huvudsakligen kuperad, men åt sydväst är den platt.Runt Lažany är det tätbefolkat, med 427 invånare per kvadratkilometer. Närmaste större samhälle är Brno, 18,1 km söder om Lažany. I omgivningarna runt Lažany växer i huvudsak blandskog.